# 灣仔內站

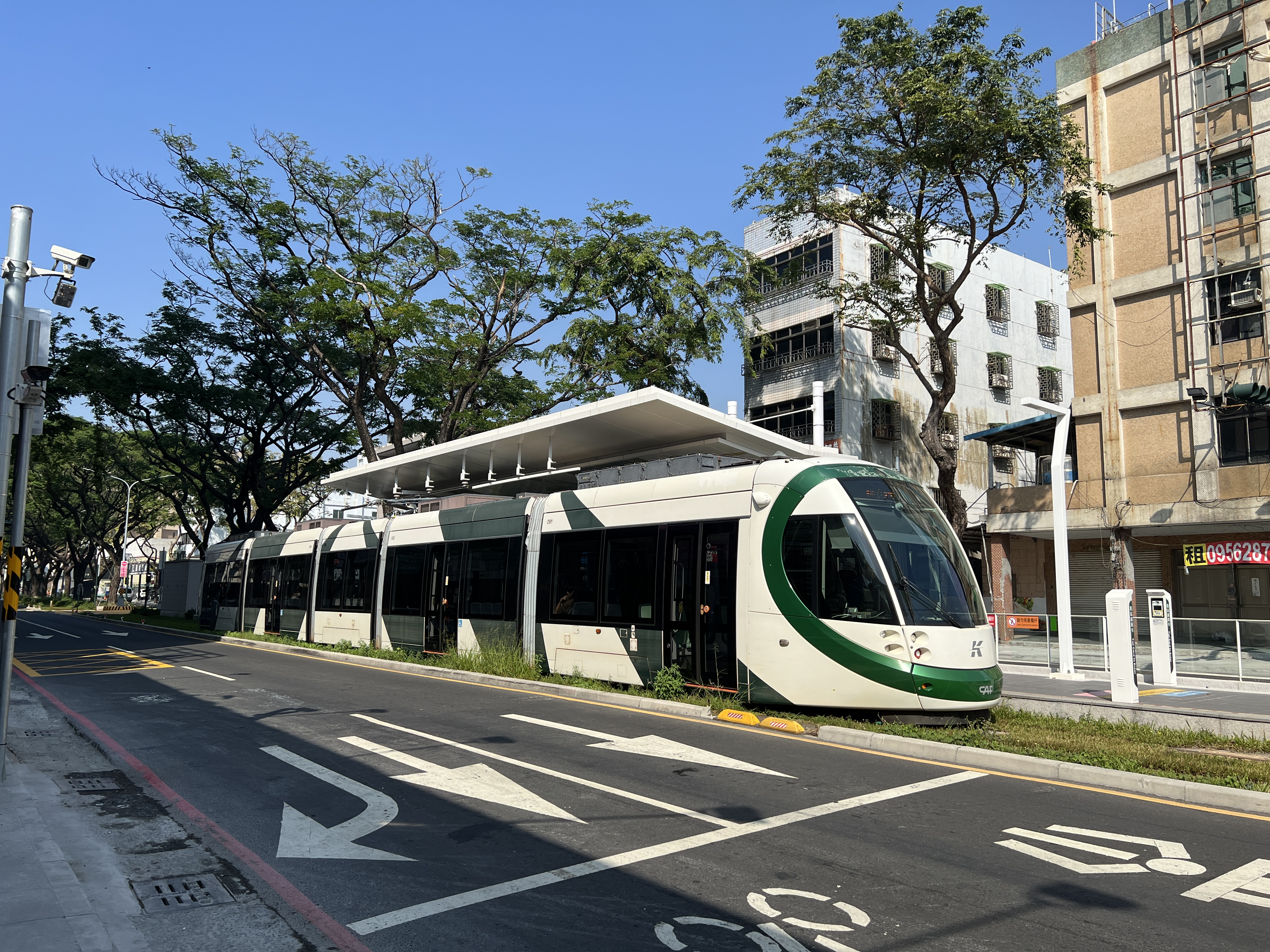
環狀輕軌列車停靠於灣仔內站順行月台

灣仔內站，副站名大順鼎山，位於高雄市三民區灣成里與灣子里邊界，為高雄捷運環狀輕軌的捷運車站。車站編號為C27。

## 歷史
- 高雄市政府捷運工程局舉行C15-C37車站徵名活動，票選結果為「鼎山街站」[2]。

- 2024年1月1日，隨著環狀輕軌第二階段「C24愛河之心–C32凱旋公園」通車啟用[3][4]。因應高雄輕軌成圓，於2024年1月1日至2月25日前進行全線通車試營運，以作為後續正式營運後參考[5][6]。

- 2024年1月下旬，市府將本站站名由原「鼎山街」更名為「大順鼎山」，同時臨站C26灣仔內站更名為大順民族站引發地名保存爭議，後續評估預計將本站C27大順鼎山站更名為「灣仔內（大順鼎山）」。[7]

- 2024年3月14日，市府二度更改本站站名，由「大順鼎山站」更改為「灣仔內站」，同時加註副站名「（大順鼎山）」。

## 車站概要
站區位於大順二路、鼎山街口的東西側，定位為中間站。車站構造為中央側式月台兩座。

### 月台配置
| 地面                            |            |                                  |
|                                 | 鼎山街路口 | ← 環狀輕軌逆行方向（大順民族站） |
| 側式月台（西側），左側開門      | 鼎山街路口 | 側式月台（東側），左側開門       |
| 環狀輕軌順行方向（高雄高工站）→ | 鼎山街路口 |                                  |
| 出入口                          |            |                                  |

## 外部連結
- 灣仔內站（大順鼎山）（高雄捷運公司）